# Seznam katastrálních území v okrese Trutnov
Katastrální území okresu Trutnov k roku 2007 – celkový počet 177.
Království I bylo rozděleno mezi sousední katastrální území Horní Žďár, Zábrodí u Dvora Králové a Kocbeře. Království III bylo přejmenováno na Nový Nemojov.
| Název KÚ                   | Sídla                                                                        | Obec                    | km2   |
| -------------------------- | ---------------------------------------------------------------------------- | ----------------------- | ----- |
| A                          | A                                                                            | A                       |       |
| Arnultovice                | Arnultovice                                                                  | Rudník                  | 5,75  |
| Babí                       | Babí                                                                         | Trutnov                 | 11,33 |
| Batňovice                  | Batňovice                                                                    | Batňovice               | 4,47  |
| Bečkov                     | Bernartice                                                                   | Bernartice              | 3,45  |
| Bedřichov v Krkonoších     | Bedřichov                                                                    | Špindlerův Mlýn         | 17,55 |
| Bernartice                 | Bernartice                                                                   | Bernartice              | 10,7  |
| Bezděkov u Trutnova        | Lhota                                                                        | Trutnov                 | 1,46  |
| Bílá Třemešná              | Bílá Třemešná                                                                | Bílá Třemešná           | 6,09  |
| Bílé Poličany              | Bílé Poličany                                                                | Bílé Poličany           | 5,38  |
| Bobr                       | Bobr                                                                         | Žacléř                  | 2,38  |
| Bohuslavice nad Úpou       | Adamov, Bohuslavice                                                          | Trutnov                 | 3,73  |
| Bojiště u Trutnova         | Bojiště, Nový Rokytník                                                       | Trutnov                 | 5,09  |
| Bolkov                     | Rudník                                                                       | Rudník                  | 4,06  |
| Borovnice u Staré Paky     | Borovnice                                                                    | Borovnice               | 9,75  |
| Borovnička                 | Borovnička                                                                   | Borovnička              | 5,79  |
| Brusnice                   | Hajnice                                                                      | Hajnice                 | 7,05  |
| Čermná v Krkonoších        | Čermná                                                                       | Čermná                  | 9,29  |
| Černá Hora v Krkonoších    | Černá Hora                                                                   | Janské Lázně            | 9,76  |
| Černá Voda u Žacléře       | Žacléř                                                                       | Žacléř                  | 2,83  |
| Černý Důl                  | Černý Důl                                                                    | Černý Důl               | 13,82 |
| Čistá v Krkonoších         | Čistá v Krkonoších                                                           | Černý Důl               | 6,21  |
| Debrné                     | Libeč                                                                        | Trutnov                 | 4,89  |
| Debrné u Mostku            | Debrné                                                                       | Mostek                  | 2,52  |
| Dolní Albeřice             | Dolní Albeřice                                                               | Horní Maršov            | 3,18  |
| Dolní Branná               | Dolní Branná                                                                 | Dolní Branná            | 7,92  |
| Dolní Brusnice             | Dolní Brusnice                                                               | Dolní Brusnice          | 3,86  |
| Dolní Dvůr                 | Dolní Dvůr                                                                   | Dolní Dvůr              | 15,31 |
| Dolní Kalná                | Dolní Kalná                                                                  | Dolní Kalná             | 7,08  |
| Dolní Lánov                | Dolní Lánov                                                                  | Dolní Lánov             | 15,77 |
| Dolní Lysečiny             | Dolní Lysečiny                                                               | Horní Maršov            | 2,91  |
| Dolní Malá Úpa             | Dolní Malá Úpa                                                               | Malá Úpa                | 7,41  |
| Dolní Nemojov              | Dolní Nemojov                                                                | Nemojov                 | 1,72  |
| Dolní Olešnice             | Dolní Olešnice                                                               | Dolní Olešnice          | 11,24 |
| Dolní Staré Buky           | Dolní Staré Buky                                                             | Staré Buky              | 3,57  |
| Dolní Staré Město          | Dolní Staré Město                                                            | Trutnov                 | 2,58  |
| Dolní Vernéřovice          | Jívka                                                                        | Jívka                   | 5,74  |
| Dolní Vlčkovice            | Dolní Vlčkovice                                                              | Vlčkovice v Podkrkonoší | 7,00  |
| Dolní Žďár                 | Horní Žďár                                                                   | Hajnice                 | 5,14  |
| Doubravice u Dvora Králové | Doubravice, Velehrádek                                                       | Doubravice              | 4,64  |
| Dubenec                    | Dubenec                                                                      | Dubenec                 | 12,14 |
| Dvůr Králové nad Labem     | Dvůr Králové nad Labem                                                       | Dvůr Králové nad Labem  | 16,64 |
| Fořt                       | Fořt                                                                         | Černý Důl               | 2,15  |
| Hajnice                    | Hajnice                                                                      | Hajnice                 | 3,26  |
| Havlovice                  | Havlovice                                                                    | Havlovice               | 8,71  |
| Hertvíkovice               | Hertvíkovice                                                                 | Mladé Buky              | 6,55  |
| Hodkovice u Trutnova       | Jívka                                                                        | Jívka                   | 3,24  |
| Horní Albeřice             | Horní Albeřice                                                               | Horní Maršov            | 3,78  |
| Horní Brusnice             | Horní Brusnice                                                               | Horní Brusnice          | 14,09 |
| Horní Dehtov               | Dolní Dehtov, Horní Dehtov                                                   | Třebihošť               | 5,62  |
| Horní Kalná                | Horní Kalná                                                                  | Horní Kalná             | 8,92  |
| Horní Lánov                | Horní Lánov                                                                  | Lánov                   | 8,55  |
| Horní Lysečiny             | Horní Lysečiny                                                               | Horní Maršov            | 5,40  |
| Horní Malá Úpa             | Horní Malá Úpa                                                               | Malá Úpa                | 19,24 |
| Horní Maršov               | Horní Maršov                                                                 | Horní Maršov            | 4,54  |
| Horní Nemojov              | Horní Nemojov                                                                | Nemojov                 | 1,00  |
| Horní Olešnice             | Horní Olešnice, Ždírnice                                                     | Horní Olešnice          | 5,36  |
| Horní Staré Buky           | Horní Staré Buky                                                             | Staré Buky              | 8,25  |
| Horní Staré Město          | Horní Staré Město                                                            | Trutnov                 | 12,89 |
| Horní Vernéřovice          | Jívka                                                                        | Jívka                   | 6,00  |
| Horní Vlčkovice            | Horní Vlčkovice                                                              | Vlčkovice v Podkrkonoší | 4,81  |
| Horní Žďár                 | Horní Žďár, Výšinka                                                          | Hajnice                 | 5,54  |
| Hořejší Vrchlabí           | Hořejší Vrchlabí                                                             | Vrchlabí                | 15,63 |
| Hostinné                   | Hostinné                                                                     | Hostinné                | 8,06  |
| Hrádeček                   | Vlčice                                                                       | Vlčice                  | 2,16  |
| Hřibojedy                  | Hřibojedy                                                                    | Hřibojedy               | 4,07  |
| Huntířov                   | Bukovina, Huntířov, Komárov                                                  | Vítězná                 | 4,90  |
| Hvězda                     | Hvězda                                                                       | Hřibojedy               | 1,62  |
| Chotěvice                  | Chotěvice                                                                    | Chotěvice               | 20,12 |
| Choustníkovo Hradiště      | Choustníkovo Hradiště                                                        | Choustníkovo Hradiště   | 12,50 |
| Chvaleč                    | Chvaleč                                                                      | Chvaleč                 | 11,14 |
| Janovice u Trutnova        | Jívka                                                                        | Jívka                   | 10,44 |
| Janské Lázně               | Janské Lázně                                                                 | Janské Lázně            | 3,97  |
| Javorník v Krkonoších      | Javorník                                                                     | Rudník                  | 9,79  |
| Jívka                      | Jívka                                                                        | Jívka                   | 3,20  |
| Kalná Voda                 | Kalná Voda                                                                   | Mladé Buky              | 3,80  |
| Kašov                      | Kašov                                                                        | Kuks                    | 3,88  |
| Kladruby u Kohoutova       | Kohoutov                                                                     | Kohoutov                | 3,38  |
| Klášterská Lhota           | Klášterská Lhota                                                             | Klášterská Lhota        | 3,01  |
| Kocbeře                    | Kocbeře, Nová Ves, Nové Kocbeře                                              | Kocbeře                 | 10,93 |
| Kocléřov                   | Hájemství, Huntířov, Kocléřov                                                | Vítězná                 | 12,61 |
| Kohoutov                   | Kohoutov                                                                     | Kohoutov                | 7,42  |
| Komárov u Dvora Králové    | Komárov                                                                      | Vítězná                 | 0,89  |
| Královec                   | Královec                                                                     | Královec                | 9,95  |
| Křenov u Žacléře           | Křenov                                                                       | Bernartice              | 3,79  |
| Kuks                       | Kuks                                                                         | Kuks                    | 0,93  |
| Kunčice nad Labem          | Kunčice nad Labem                                                            | Kunčice nad Labem       | 3,06  |
| Kyje u Hajnice             | Hajnice                                                                      | Hajnice                 | 7,02  |
| Labská                     | Labská                                                                       | Špindlerův Mlýn         | 6,99  |
| Lampertice                 | Lampertice                                                                   | Lampertice              | 5,84  |
| Lanžov                     | Lanžov, Lhotka, Miřejov                                                      | Lanžov                  | 5,63  |
| Lhota u Trutnova           | Lhota                                                                        | Trutnov                 | 3,35  |
| Libeč                      | Libeč                                                                        | Trutnov                 | 5,31  |
| Libňatov                   | Libňatov                                                                     | Libňatov                | 5,82  |
| Libotov                    | Libotov                                                                      | Libotov                 | 4,25  |
| Lipnice u Dvora Králové    | Lipnice                                                                      | Dvůr Králové nad Labem  | 4,16  |
| Litíč                      | Litíč, Nouzov                                                                | Litíč                   | 4,52  |
| Malé Svatoňovice           | Malé Svatoňovice                                                             | Malé Svatoňovice        | 2,87  |
| Markoušovice               | Markoušovice                                                                 | Velké Svatoňovice       | 5,35  |
| Maršov I                   | Svoboda nad Úpou                                                             | Svoboda nad Úpou        | 2,29  |
| Maršov II                  | Svoboda nad Úpou                                                             | Svoboda nad Úpou        | 3,53  |
| Maršov III                 | Horní Maršov                                                                 | Horní Maršov            | 4,00  |
| Maršov u Úpice             | Maršov u Úpice                                                               | Maršov u Úpice          | 3,32  |
| Mladé Buky                 | Mladé Buky                                                                   | Mladé Buky              | 10,92 |
| Mostek                     | Mostek, Zadní Mostek                                                         | Mostek                  | 5,94  |
| Nesytá                     | Hajnice                                                                      | Hajnice                 | 3,71  |
| Nové Lesy                  | Nové Lesy                                                                    | Bílá Třemešná           | 3,83  |
| Nový Nemojov               | Nový Nemojov                                                                 | Nemojov                 | 3,69  |
| Oblanov                    | Oblanov                                                                      | Trutnov                 | 1,88  |
| Odolov                     | Odolov                                                                       | Malé Svatoňovice        | 0,95  |
| Pec pod Sněžkou            | Pec pod Sněžkou                                                              | Pec pod Sněžkou         | 24,66 |
| Petrovice u Strážkovic     | Petrovice                                                                    | Malé Svatoňovice        | 1,16  |
| Petříkovice u Trutnova     | Petříkovice                                                                  | Chvaleč                 | 6,08  |
| Pilníkov I                 | Pilníkov                                                                     | Pilníkov                | 4,63  |
| Pilníkov II                | Pilníkov                                                                     | Pilníkov                | 6,80  |
| Pilníkov III               | Pilníkov                                                                     | Pilníkov                | 5,56  |
| Podhůří-Harta              | Podhůří, Vrchlabí                                                            | Vrchlabí                | 3,67  |
| Poříčí u Trutnova          | Poříčí                                                                       | Trutnov                 | 7,39  |
| Prkenný Důl                | Prkenný Důl                                                                  | Žacléř                  | 1,60  |
| Prosečné                   | Prosečné                                                                     | Prosečné                | 8,34  |
| Prostřední Lánov           | Prostřední Lánov                                                             | Lánov                   | 8,40  |
| Prostřední Olešnice        | Horní Olešnice                                                               | Horní Olešnice          | 2,91  |
| Prostřední Staré Buky      | Prostřední Staré Buky                                                        | Staré Buky              | 6,07  |
| Přední Labská              | Přední Labská                                                                | Špindlerův Mlýn         | 14,60 |
| Přední Ždírnice            | Ždírnice                                                                     | Horní Olešnice          | 1,86  |
| Radeč                      | Radeč                                                                        | Úpice                   | 9,79  |
| Radvanice v Čechách        | Radvanice                                                                    | Radvanice               | 7,83  |
| Rtyně v Podkrkonoší        | Rtyně v Podkrkonoší                                                          | Rtyně v Podkrkonoší     | 13,90 |
| Rudník                     | Rudník                                                                       | Rudník                  | 23,07 |
| Rýchory                    | Žacléř                                                                       | Žacléř                  | 5,32  |
| Sedlec u Lanžova           | Sedlec, Záborov                                                              | Lanžov                  | 2,30  |
| Sklenářovice               | Sklenářovice                                                                 | Mladé Buky              | 5,51  |
| Slavětín u Radvanic        | Radvanice                                                                    | Radvanice               | 2,93  |
| Slemeno v Podkrkonoší      | Slemeno                                                                      | Dolní Kalná             | 2,63  |
| Souvrať                    | Souvrať                                                                      | Mostek                  | 4,84  |
| Stanovice u Kuksu          | Stanovice                                                                    | Stanovice               | 2,72  |
| Starobucké Debrné          | Starobucké Debrné                                                            | Nemojov                 | 1,74  |
| Starý Rokytník             | Nový Rokytník, Starý Rokytník                                                | Trutnov                 | 14,78 |
| Starý Sedloňov             | Markoušovice                                                                 | Velké Svatoňovice       | 4,68  |
| Strážkovice v Podkrkonoší  | Strážkovice                                                                  | Malé Svatoňovice        | 1,78  |
| Strážné                    | Strážné                                                                      | Strážné                 | 17,67 |
| Střítež u Trutnova         | Nový Rokytník, Střítež                                                       | Trutnov                 | 2,90  |
| Studenec u Trutnova        | Studenec                                                                     | Trutnov                 | 4,79  |
| Studnice u Jívky           | Jívka                                                                        | Jívka                   | 3,35  |
| Suchovršice                | Suchovršice                                                                  | Suchovršice             | 4,29  |
| Suchý Důl v Krkonoších     | Dolní Albeřice                                                               | Horní Maršov            | 1,79  |
| Svoboda nad Úpou           | Svoboda nad Úpou                                                             | Svoboda nad Úpou        | 1,94  |
| Sylvárov                   | Dvůr Králové nad Labem                                                       | Dvůr Králové nad Labem  | 2,23  |
| Špindlerův Mlýn            | Špindlerův Mlýn                                                              | Špindlerův Mlýn         | 37,76 |
| Temný Důl                  | Temný Důl                                                                    | Horní Maršov            | 2,86  |
| Trotina                    | Trotina                                                                      | Trotina                 | 1,58  |
| Trutnov                    | Dolní Předměstí, Horní Předměstí, Kryblice, Střední Předměstí, Vnitřní Město | Trutnov                 | 11,15 |
| Třebihošť                  | Třebihošť                                                                    | Třebihošť               | 5,32  |
| Úpice                      | Úpice                                                                        | Úpice                   | 5,50  |
| Velká Úpa I                | Velká Úpa                                                                    | Pec pod Sněžkou         | 15,69 |
| Velká Úpa II               | Velká Úpa                                                                    | Pec pod Sněžkou         | 11,78 |
| Velké Svatoňovice          | Velké Svatoňovice                                                            | Velké Svatoňovice       | 7,33  |
| Velký Vřešťov              | Velký Vřešťov                                                                | Velký Vřešťov           | 8,50  |
| Verdek                     | Verdek                                                                       | Dvůr Králové nad Labem  | 4,65  |
| Vernířovice                | Prkenný Důl                                                                  | Žacléř                  | 1,66  |
| Vestřev                    | Dolní Olešnice                                                               | Dolní Olešnice          | 1,36  |
| Vilantice                  | Chotěborky, Vilantice                                                        | Vilantice               | 4,92  |
| Vlčice u Trutnova          | Vlčice                                                                       | Vlčice                  | 17,60 |
| Volanov                    | Volanov                                                                      | Trutnov                 | 5,67  |
| Voletiny                   | Voletiny                                                                     | Trutnov                 | 4,18  |
| Vrchlabí                   | Podhůří, Vrchlabí                                                            | Vrchlabí                | 8,36  |
| Záboří u Dvora Králové     | Nové Záboří, Záboří                                                          | Vítězná                 | 6,34  |
| Zábřezí                    | Řečice, Zábřezí                                                              | Zábřezí-Řečice          | 2,45  |
| Zadní Ždírnice             | Ždírnice                                                                     | Horní Olešnice          | 2,60  |
| Zálesí u Dvora Králové     | Zálesí                                                                       | Doubravice              | 1,02  |
| Zboží u Dvora Králové      | Zboží                                                                        | Dvůr Králové nad Labem  | 3,25  |
| Zdobín                     | Zdobín                                                                       | Zdobín                  | 2,10  |
| Zlatá Olešnice             | Zlatá Olešnice                                                               | Zlatá Olešnice          | 9,43  |
| Zvičina                    | Třebihošť                                                                    | Třebihošť               | 2,74  |
| Žacléř                     | Žacléř                                                                       | Žacléř                  | 8,03  |
| Žirecká Podstráň           | Žirecká Podstráň                                                             | Dvůr Králové nad Labem  | 1,88  |
| Žireč Městys               | Žireč                                                                        | Dvůr Králové nad Labem  | 1,41  |
| Žireč Ves                  | Žireč                                                                        | Dvůr Králové nad Labem  | 1,59  |

Celková výměra 1 146,74 km2